# Limone Extreme

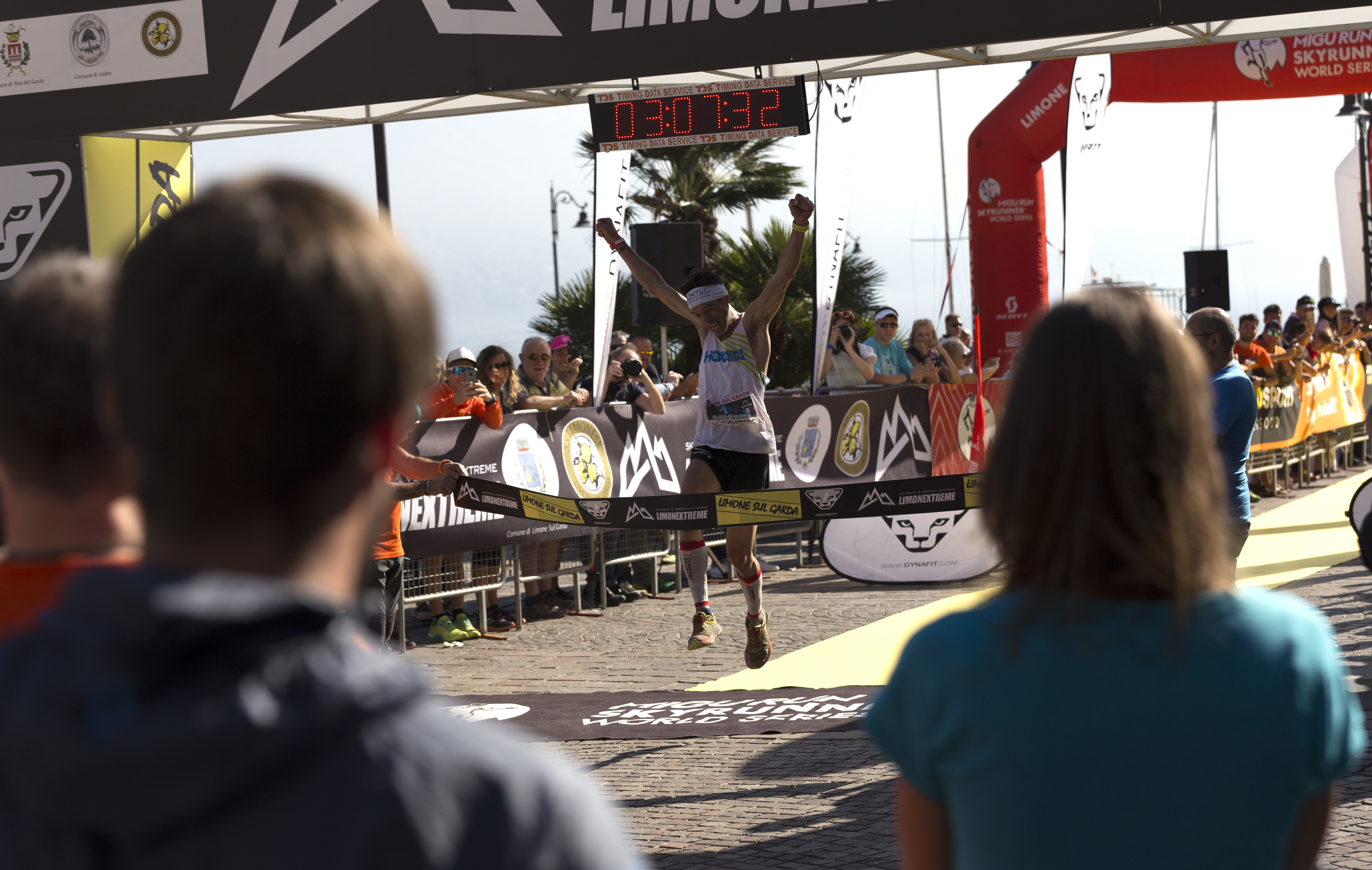
Zieleinlauf 2017

Der Limone Extreme ist ein internationaler Skyrunning-Wettbewerb, der 2011 zum ersten Mal stattfand. Er findet jedes Jahr im Oktober in Limone sul Garda (Italien) statt und besteht aus zwei Rennen, dem SkyRace und dem Vertical Kilometer, die beide für die Skyrunner World Series zählen.

## Ergebnisse

### Limone Extreme SkyRace
| Jahr | Distanz | Datum       | Gewinner Männer     | Zeit    | Gewinner Frauen    | Zeit    |
| ---- | ------- | ----------- | ------------------- | ------- | ------------------ | ------- |
| 2011 | 23,5 km | 17. Oktober | Daniele Cappelletti | 2:16:41 | Cinzia Bertasa     | 3:06:41 |
| 2012 | 23,5 km | 21. Oktober | Marco De Gasperi    | 2:13:34 | Debora Cardone     | 3:02:08 |
| 2013 | 23,5 km | 13. Oktober | Kilian Jornet       | 2:17:03 | Stevie Kremer      | 2:46:11 |
| 2014 | 24,5 km | 11. Oktober | Petro Mamu          | 2:14:25 | Maite Maiora       | 2:47:05 |
| 2015 | 24,3 km | 17. Oktober | Rémi Bonnet         | 2:45:25 | Laura Orgué        | 3:18:50 |
| 2016 | 27,4 km | 15. Oktober | Alexis Sévennec     | 2:46:49 | Megan Kimmel       | 3:17:35 |
| 2017 | 29 km   | 14. Oktober | Marco De Gasperi    | 3:07:32 | Tove Alexandersson | 3:31:11 |
| 2018 | 29 km   | 13. Oktober | Davide Magnini      | 2:59:24 | Tove Alexandersson | 3:31:36 |

### Limone Extreme Vertical Kilometer
| Jahr | Distanz/Anstieg | Datum       | Gewinner Männer | Zeit  | Gewinner Frauen  | Zeit  |
| ---- | --------------- | ----------- | --------------- | ----- | ---------------- | ----- |
| 2012 | 3,08 km/1080 m  | 19. Oktober | Damiano Lenzi   | 41:10 | Laura Gaddo      | 56:30 |
| 2013 | 3,08 km/1080 m  | 11. Oktober | Urban Zemmer    | 37:10 | Laura Orgué      | 46:10 |
| 2014 | 3,08 km/1080 m  | 10. Oktober | Kilian Jornet   | 37:27 | Christel Dewalle | 44:51 |
| 2015 | 3,08 km/1080 m  | 15. Oktober | Rémi Bonnet     | 43:51 | Christel Dewalle | 54:48 |
| 2016 | 3,08 km/1080 m  | 14. Oktober | Philip Götsch   | 43:19 | Christel Dewalle | 50:00 |
| 2017 | 3,08 km/1080 m  | 13. Oktober | Philip Götsch   | 36:23 | Christel Dewalle | 45:52 |
| 2018 |                 | 12. Oktober | Rémi Bonnet     | 36:02 | Judith Wyder     | 43:47 |